# 5314 Wilkickia
Az 5314 Wilkickia (ideiglenes jelöléssel 1982 SG4) a Naprendszer kisbolygóövében található aszteroida. Nyikolaj Sztyepanovics Csernih fedezte fel 1982. szeptember 20-án.